# Пономарёв, Владимир Иванович (артист балета)
Влади́мир Ива́нович Пономарёв (10 июля 1892 [22 июля 1892], Санкт-Петербург, Российская империя  — 21 марта 1951, Будапешт, Венгрия) — русский танцовщик, педагог-хореограф и балетмейстер. Заслуженный артист РСФСР (1934).

## Биография
Окончил Петербургское театральное училище в 1910 г., после чего поступил в кордебалет Мариинского театра, где вскоре занял положение первого танцовщика. Совершенное владение танцевальной техникой, строгое изящество, благородная манера дуэтного танца сделали Пономарёва одним из блестящих представителей академического танцевального стиля.
В 1911 участвовал в гастрольных выступлениях, организованных Дягилевым С. П. Дягилева. После Октябрьской революции, работая в Петроградском театре оперы и балета (ранее Мариинском, а позднее переименованном вместе с городом в Ленинградский, и наконец получивший имя С. М. Кирова) в условиях, когда Россию покинули многие выдающиеся танцовщики сыграл значительную роль в сохранении традиций академического танца и как танцовщик и как балетмейстер, сосредоточившийся не на новых постановках, а на возрождении лучших старых балетов. С середины 30-х гг. играл в основном мимические роли. С 1913 г. и до конца жизни Пономарёв преподавал в Петербургском театральном училище (Ленинградском хореографическом училище), что было второй стороной работы по сохранению традиций классического балета. Как педагог, он подготовил множество выдающихся актёров балета. Совершенствуя методику преподавания мужского классического танца, прививал ученикам не только освящённую традицией высокую танцевальную культуру, но и соответствующую требованиям эпохи эмоциональную выразительность, мужественную, энергичную манеру исполнения.
Кроме большой работы в хореографическом училище, занимал ряд ответственных должностей в Театре имени Кирова, а также в Ленинградском Малом театре:
- 1935-38 помощник художественного руководителя балетной труппы Театра оперы и балета им. Кирова.
- В 1938-39 художественный руководитель балетной труппы Ленинградского Малого театра.
- В 1939-41 главный репетитор балетной труппы Театра оперы и балета им. Кирова.
- В 1941-44 гг. во время эвакуации Театра им. Кирова в Пермь (тогда — Молотов) исполняющий обязанности художественного руководителя балета театра. В трудных условиях эвакуации были восстановлены многие ленинградские постановки, а также организовывались артистические бригады для выступления в госпиталях и на предприятиях.
- В 1944-51 главный репетитор Театра им. Кирова,

В конце своей жизни преподавал в Венгерском оперном театре в Будапеште, где и скончался.

## Партии
- раб Клеопатры в балете А.Аренского «Египетские ночи»
- Кузнечик в балете Н. С. Кроткова «Капризы бабочки»
- Солор в балете Л. Минкуса «Баядерка»
- Арлекин в балете «Карнавал» на музыку Р.Шумана
- Сатир в балете Ц. Пуни «Царь Кандавл»
- Гренгуар в балете Ц. Пуни «Эсмеральда»
- Монтекки в балете «Ромео и Джульетта»
- Голубая птица в балете П. И. Чайковского — «Спящая красавица»
- 22 апреля 1923 г. Колен в собственном возобновлении балета на музыку П.Гертеля «Тщетная предосторожность»
- Франц в балете Лео Делиба «Коппелия»
- 4 февраля 1923 — Юноша в собственном возобновлении в балета на музыку Фридерика Шопена «Шопениана» во второй редакции Михаила Фокина (другие солисты — Г. Большакова, Э. И. Вилль, Е. Н. Гейденрейх, Т. А. Трояновская; дирижёр Дранишников)
- Петрушка — в одноимённом балете, поставленном М. М. Фокиным по одноимённой музыкальной пьесе И. Ф. Стравинского

## Балетмейстер
С 1922 года работал как балетмейстер.
20 января 1929 совместно с Ф. В. Лопуховым и Л. С. Леонтьевым поставил в Ленинградском театре оперы и балета балет Р. М. Глиэра «Красный мак» (Пономарёв ставил 2-й акт, Лопухов — 1-й, а Леонтьев — 3-й) — (Тао Хоа — Е. Люком, Капитан — М. Дудко, Ли Шан-фу — Леонтьев; художник Эрбштейн, дирижёр А. В. Гаук).

## Балетмейстер опер в Театре оперы и балета им. Кирова
- 21 июня 1937 — опера О. Чишко «Броненосец Потёмкин» (дирижёр А. М. Пазовский, режиссёр Судаков);
- 12 декабря 1940 — опера Э. Ф. Направника «Дубровский» (дирижёр Д. И. Похитонов, режиссёр Печковский).
- 1947 опера М. И. Глинки «Руслан и Людмила» (дирижёр Хайкин, режиссёры Гладковский и Шлепянов).
- 11 января 1948 — опера Верди «Аида» (дирижёр Похитонов, режиссёр Гладковский)

## Возобновление балетов
В хореографическом училище:
- 9 апреля 1922 — балет «Сильфида» Ж. Шнейцхоффера (Шнейцгоффера), в хореографии М.Петипа, возобновлённой Пономарёвым для выпускного спектакля Хореографического училища на сцене Петроградского театра оперы и балета, Сильфида — Н. Ф. Млодзинская.
- 12 апреля 1925 — совместно с А. Я. Вагановой балет по мотивам персидских сказок «Ручей» композиторов Л. Делиба и Л. Минкуса, выпускной спектакль Хореографического училища на сцене Ленинградского театра оперы и балета (художник К. M. Иванов, дирижёр M. П. Карпов; Наила — M. Т. Семёнова, Заэль — А. И. Пушкин, Нуредда — Старк).
- 5 мая 1926 — фантастический балет Р. Е. Дриго «Талисман», в хореографии М.Петипа, возобновлённой Пономарёвым и А. В. Ширяевым для выпускного спектакля Хореографического училища на сцене Ленинградского театра оперы и балета дирижёр М. П. Карпов; Бог ветра — А. Н. Ермолаев.
- 1929 — балет А. Глазунова «Времена года»
- 1932 — балет Байера «Фея кукол»

В Театре оперы и балета им. Кирова:
- 22 апреля 1923 г. балет П. Гертеля «Тщетная предосторожность», хореография М. Петипа и Л. И. Иванова (Лиза — М. Кожухова, Колен — Пономарёв, Марцелина — А. И. Чекрыгин; дирижёр В. А. Дранишников);
- 10 февраля 1941 — балет Минкуса «Баядерка», хореография М. Петипа (с добавлением танцев В. Чабукиани, поставленных им для себя) (дирижёр Шерман, художники Ламбин, Иванов, Аллегри и Квапп; Никия — Н. М. Дудинская, Гамзатти — О. Иордан, Балабина, Солор — Чабукиани, художник Квапп, костюмы C. Вирсаладзе).
- 11 марта 1941 — балет Минкуса «Дон Кихот», восстановление Пономарёва и Л. М. Лавровского, по хореографии М.Петипа и Горского (Китри-Дульцинея — Ф. И. Балабина, Базиль — К. М. Сергеев

Спектакли, поставленные в эвакуации на сцене Театра оперы и балета в г. Пермь (тогда — Молотов)
- 4 ноября 1941 возобновление балета А. А. Крейна «Лауренсия», хореография В. М. Чабукиани, возобновлённая В. И. Пономарёвым (художник Н. И. Альтман, дирижёр Шерман; Лауренсия — Дудинская, Фрондосо — К. М. Сергеев)
- 18 декабря 1941: балет Адольфа Адана «Жизель» хореография М. Петипа художник Т. Бруни
- 1943 — «Дон Кихот», художник Т. Бруни
- 1943 — «Лебединое озеро», художник Т. Бруни
- 27 июня 1943 балет П. Гертеля «Тщетная предосторожность», хореография Петипа и Иванова (дирижёр Фельдт, художник Т. Бруни).

После возвращения в Ленинград
- 1948 — возобновление постановки 1941 г. балета «Баядерка» партия Никии — И. Б. Зубковская (позднее А. Я. Шелест).

## Ученики
- Андреев, Алексей Леонидович
- Боярский Константин Фёдорович
- Вайнонен, Василий Иванович
- Варковицкий, Владимир Александрович
- Гербек, Роберт Иосифович
- Гофман, Юрий Фёдорович
- Громов, Юрий Иосифович
- Гусев, Пётр Андреевич
- Дубинин, Сергей Павлович
- Ермолаев, Алексей Николаевич
- Захаров, Ростислав Владимирович
- Зубковский, Николай Александрович
- Каплан, Семён Соломонович
- Клявин, Роберт Альбертович
- Комаров, Борис Николаевич
- Конищев Георгий Пантелеймонович
- Корень, Сергей Гаврилович
- Кумысников, Абдурахман Летфулович
- Лавровский, Леонид Михайлович
- Макаров, Аскольд Анатольевич
- Писарев, Алексей Афанасьевич
- Плахт, Юлий Иосифович
- Преображенский, Владимир Алексеевич
- Пушкин, Александр Иванович
- Рязанов Валерий Николаевич
- Сапогов, Анатолий Александрович
- Семёнов, Владилен Григорьевич
- Сергеев, Константин Михайлович
- Серебренников, Николай Николаевич (танцовщик)
- Соколов, Николай Сергеевич
- Сталинский, Олег Николаевич
- Тулубьев, Виктор Михайлович
- Ухов, Всеволод Дмитриевич
- Фенстер, Борис Александрович
- Фидлер, Владимир Владимирович
- Филипповский, Николай Николаевич
- Чабукиани, Вахтанг Михайлович
- Швецов, Игорь Александрович
- Шелепов Александр Сергеевич
- Якобсон, Леонид Вениаминович